# Дъжд (филм, 1970)
Вижте пояснителната страница за други значения на Дъжд.
Дъжд или Дъждът е българска телевизионна новела (любовна драма) от 1970 година по сценарий на Коста Странджев. Режисьор е Стефан ДимитровОператори на филма са Иван Далкалъчев и Георги Атанасов. Музиката е на Методи Иванов .
Филмът е реализиран по едноименната новела на Коста Странджев.

## Актьорски състав
| В главните роли            | Изпълнител         |
| -------------------------- | ------------------ |
| бензанджията Борис         | Петър Слабаков     |
| добрия старшина от КАТ     | Константин Коцев   |
| съпругата на Борис         | Мирослава Стоянова |
| бившата приятелка на Борис | Жоржета Чакърова   |
| шофьорът                   | Сотир Майноловски  |